# العلاقات الساموية المصرية
العلاقات الساموية المصرية هي العلاقات الثنائية التي تجمع بين ساموا ومصر.

## مقارنة بين البلدين
هذه مقارنة عامة ومرجعية للدولتين:
| وجه المقارنة                                              | ساموا                        | مصر           |
| --------------------------------------------------------- | ---------------------------- | ------------- |
| المساحة (كم2)                                             | 2.84 ألف                     | 1.01 مليون    |
| عدد السكان (نسمة)                                         | 196.44 ألف                   | 94.80 مليون   |
| الكثافة السكانية (ن./كم²)                                 | 69.17                        | 93.86         |
| العاصمة                                                   | أبيا                         | القاهرة       |
| اللغة الرسمية                                             | لغة إنجليزية، اللغة الساموية | اللغة العربية |
| العملة                                                    | تالا ساموي                   | جنيه مصري     |
| الناتج المحلي الإجمالي (بليون دولار)                      | 856.63 مليون                 | 235.37 مليار  |
| الناتج المحلي الإجمالي (تعادل القوة الشرائية) بليون دولار | 1.15 مليار                   | 998.67 مليار  |
| الناتج المحلي الإجمالي الاسمي للفرد دولار أمريكي          | 3.94 ألف                     | 3.61 ألف      |
| الناتج المحلي الإجمالي للفرد دولار أمريكي                 | 5.79 ألف                     |               |
| مؤشر التنمية البشرية                                      | 0.702                        | 0.690         |
| رمز المكالمات الدولي                                      | +685                         | +20           |
| رمز الإنترنت                                              | .ws                          | .eg، .مصر     |
| المنطقة الزمنية                                           | ت ع م+13:00                  | ت ع م+02:00   |

## منظمات دولية مشتركة
يشترك البلدان في عضوية مجموعة من المنظمات الدولية، منها:
| علم المنظمة | اسم المنظمة                                                | تاريخ انضمام ساموا | تاريخ انضمام مصر |
| ----------- | ---------------------------------------------------------- | ------------------ | ---------------- |
|             | مؤسسة التنمية الدولية                                      | 28 يونيو 1974      | 26 أكتوبر 1960   |
|             | يونسكو                                                     | 3 أبريل 1981       | 22 يناير 1947    |
|             | وكالة ضمان الاستثمار متعدد الأطراف                         | 27 سبتمبر 2002     | 12 أبريل 1988    |
|             | الأمم المتحدة                                              | 15 ديسمبر 1976     | 24 أكتوبر 1945   |
|             | العملية المشتركة للاتحاد الأفريقي والأمم المتحدة في دارفور | ?                  | 31 يوليو 2007    |
|             | الاتحاد البريدي العالمي                                    | ?                  | ?                |
|             | البنك الدولي للإنشاء والتعمير                              | 28 يونيو 1974      | 27 ديسمبر 1945   |
|             | الاتحاد الدولي للاتصالات                                   | 7 أكتوبر 1988      | 9 ديسمبر 1876    |
|             | مؤسسة التمويل الدولية                                      | 28 يونيو 1974      | 20 يوليو 1956    |
|             | المركز الدولي لتسوية المنازعات الاستشارية                  | 25 مايو 1978       | 2 يونيو 1972     |
|             | منظمة التجارة العالمية                                     | ?                  | 30 يونيو 1995    |
|             | منظمة الشرطة الجنائية الدولية                              | ?                  | 7 سبتمبر 1923    |

## وصلات خارجية
- موقع وزارة الخارجية المصرية